# Arti, Sverdlovsk oblast
Arti (ryska Арти) är en ort i Sverdlovsk oblast i Ryssland. Den ligger vid floden Artija, cirka 200 kilometer sydväst om Jekaterinburg. Folkmängden uppgår till cirka 13 000 invånare.

## Historia
Staden grundades 1783 när en fabrik anlades här. Under 1800-talet sysselsatte fabriken flertalet boende i området. De liar som producerades vid fabriken fick även internationellt erkännande.
1918 dödades ett stort antal människor i Arti, när ett antisovjetiskt uppror slogs ner. Efter det ryska inbördeskriget blev fabriken i Arti den enda producenten i landet av liar. Under det andra världskriget startades tillverkning av symaskiner och synålar vid fabriken.